# The Grave Digger
The Grave Digger è il decimo album in studio del gruppo musicale power metal tedesco Grave Digger, pubblicato nel 2001 dalla Nuclear Blast Records.

## Il disco
In questo album è presente Manni Schmidt, conosciuto per aver suonato diversi anni addietro con i Rage. Subentrò dopo l'uscita dalla band dello storico chitarrista Uwe Lulis. I testi dell'album si rifanno ad alcuni racconti di Edgar Allan Poe.

## Tracce
1. Son of Evil - 5:04
2. The Grave Digger - 5:05
3. Raven - 4:33
4. Scythe of Time - 5:14
5. Spirits of the Dead - 3:55
6. The House - 5:41
7. King Pest - 4:08
8. Sacred Fire - 4:11
9. Funeral Procession - 5:45
10. Haunted Palace - 4:13
11. Silence - 7:15

### Special Edition
Esistono tre diverse versioni della Special Edition di The Grave Digger.
Una di esse è il formato digipack del normale cd, le restanti due sono due vinili, di cui uno è un Picture LP.
Le special edition comprendono tutte la bonus track Black Cat.

## Formazione
- Chris Boltendahl - voce
- Manni Schmidt - chitarra
- Jens Becker - basso
- Stefan Arnold - batteria
- Hans Peter Katzenburg - tastiere